# Omar W. Nasim
Omar W. Nasim est un historien des sciences canadien né en 1976.

## Formation et carrière
Nasim est né et a grandi à Winnipeg au Canada. Il obtient son Bachelor of Arts en philosophie à l'université du Manitoba, puis son doctorat en 2007 de l'université de Toronto au département de philosophie, thèse pour laquelle ses superviseurs sont Ian Hacking et Alasdair Urquhart (en). Il a ensuite obtenu son habilitation à diriger des recherches de l'École polytechnique fédérale de Zurich (ETH Zürich).
Il a passé une année, de 2005 à 2006, à l'université de Constance en Allemagne (DAAD graduate exchange fellowship), pour finir sa thèse. Ensuite dans le cadre du projet « Knowledge in the Making », il passe une année, de 2007 à 2008 à l'Institut Max Planck d'Histoire des sciences à Berlin, puis deux années, 2008 et 2009, à l'Institut d'histoire de l'art de Florence en Italie.
Nasim a obtenu diverses bourses de recherche pour travailler au Vossius Center for History of Humanities and Sciences à Amsterdam, les deux instituts à Berlin et Florence, et l'université Oxford avec la Newton International Fellowship. Il occupe la chaire de Science Studies à l'ETH-Zurich, en même temps qu'il s'occupe du projet "Eikones" (NCCR’s Iconic Criticism) à l'université de Bâle. Il est également maître de conférences en histoire des sciences et technologies modernes à l'université du Kent de 2014 à 2016, et conférencier invité au département d'histoire de l'art à l'université de Bâle.
Il est depuis 2016 Professeur d'Histoire des Sciences à l'université de Ratisbonne en Allemagne.

## Travaux

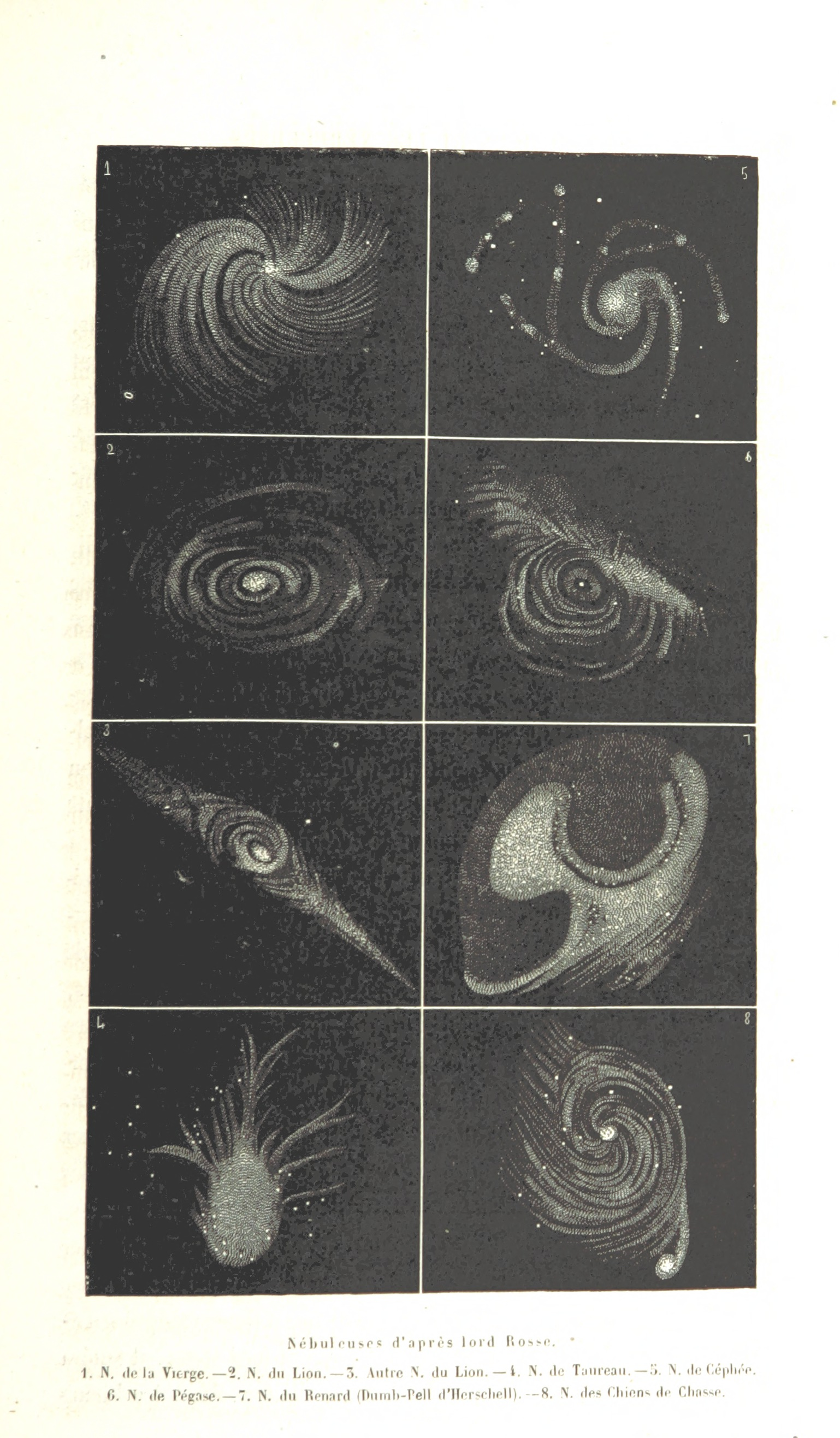
"L'Espace céleste et la nature tropicale, description physique de l'univers ... préface de M. Babinet, dessins de Yan' Dargent" (1866).

Son projet poursuivi à Berlin puis Florence, intitulé Constructing the Heavens: Drawings of Nebulae in Victorian Science s'intéresse à la construction, l'observation et aux théories de la perception, en se focalisant plus spécialement sur les relations entre observation scientifique et l'acte de dessiner et de prendre des notes en astronomie.
Son premier livre, Bertrand Russell and the Edwardian Philosophers: Constructing the World paru en 2008 dans la série « History of Analytic Philosophy », éditée pour Palgrave par Michael Beaney, examine l'émergence de la philosophie analytique en Grande-Bretagne, en particulier au travers de personnalités moins connues de l'histoire de la psychologie, de la logique et des mathématiques. Il a reçu le prix du livre de l'année 2009 de la Société Bertrand Russell. 
Son ouvrage suivant, Observing by Hand: Sketching the Nebulae in the Nineteenth-Century paru en 2013, est le résultat d'un travail historique explorant les liens entre les actes de dessiner, voir et savoir. Il a reçu le prix Pfizer en 2016. C'est le résultat d'un travail historique explorant les liens entre les actes de dessiner, voir et savoir, avant l'application de la photographie à l'étude des cieux, à une époque où les scientifiques devaient se fier à des dessins réalisés à la main. Pour citer John Herschel, quand il observait Eta Carinae : « il serait manifestement impossible par une description verbale de donner une idée juste des formes capricieuses et des gradations irrégulières de la lumière affectée par les différents branches et appendices de cette nébuleuse. ».
Pour analyser en quoi la production et la réception de ces dessins de constellations au XIXe siècle ont contribué à l'observation astronomique, Nasim a exploré des centaines de documents souvent inédits et concernant six observateurs : John Herschel, William Parsons, William Lassell, Ebenezer Porter Mason, Ernst Wilhelm Leberecht Tempel et George Phillips Bond. Nasim analyse leur processus de création : choix de matériaux, techniques artistiques, pratiques d'observation.
« Nasim réussit à démontrer que les illustrations, cartes et dessins réalisés à la main avant la publication et la consommation publique d'images astronomiques offre des aperçus primordiaux sur les processus scientifiques et les théories de l'observation et de la connaissance. Il explique que les théories “ocularcentriques” qui se focalisent exclusivement sur l'interface entre l'esprit et l’œil dans les démarches scientifiques négligent le travail crucial de la main, qui était une part essentielle du processus d'observation lui-même. ».
David Hughes relève néanmoins « une verbosité excessive et le fait de minimiser la motivation scientifique derrière toute la démarche. »,.

## Prix et distinctions
Il reçoit en 2016 le prix Pfizer décerné l’History of Science Society pour son livre Observing by Hand. Sketching the Nebulae in the Nineteenth Century (2013).

## Publications
- Bertrand Russell and the Edwardian Philosophers: Constructing the World (Palgrave Macmillan, 2008)  (ISBN 978-0-230-20579-6)[8]
- Observing by Hand. Sketching the Nebulae in the Nineteenth Century (University of Chicago Press, 2013)
- Emergence of Analytic Philosophy and a Controversy at the Aristotelian Society, 1900-1916, Guest editor of special issue of the Proceedings of the Aristotelian Society, Virtual Issue, No. 2, 2014
- Notieren, Skizzieren. Schreiben und Zeichnen als Verfahren des Entwurfs, éd avec Karin Krauthausen (Zürich/Berlin: Diaphanes, 2010).
- liste complète sur irebs.academia.edu